# 大願寺 (佐渡市)
大願寺（だいがんじ）は、新潟県佐渡市四日町にある時宗の寺院。山号は満松山。本尊は阿弥陀如来。

## 歴史
この寺は、南北朝時代の1345年（貞和元年）託阿を開山として創建されたと伝えられ、古くから時宗の道場が設けられていた。この寺には時宗に関する古文書のほか、連歌に関する古文書を所蔵している。

## 文化財
新潟県指定文化財
木造阿弥陀如来坐像 ほか

## 交通アクセス
- 新潟交通佐渡 南線・小木線ほか「四日町」バス停（国道350号沿い）より徒歩約3分